# Johan Bakayoko
Pour les articles homonymes, voir Bakayoko et Bagayoko.
Johan Bakayoko, né le 20 avril 2003 à Overijse en Belgique, est un footballeur international belge qui joue au poste d'attaquant au RB Leipzig. Il possède également la nationalité ivoirienne.

## Biographie

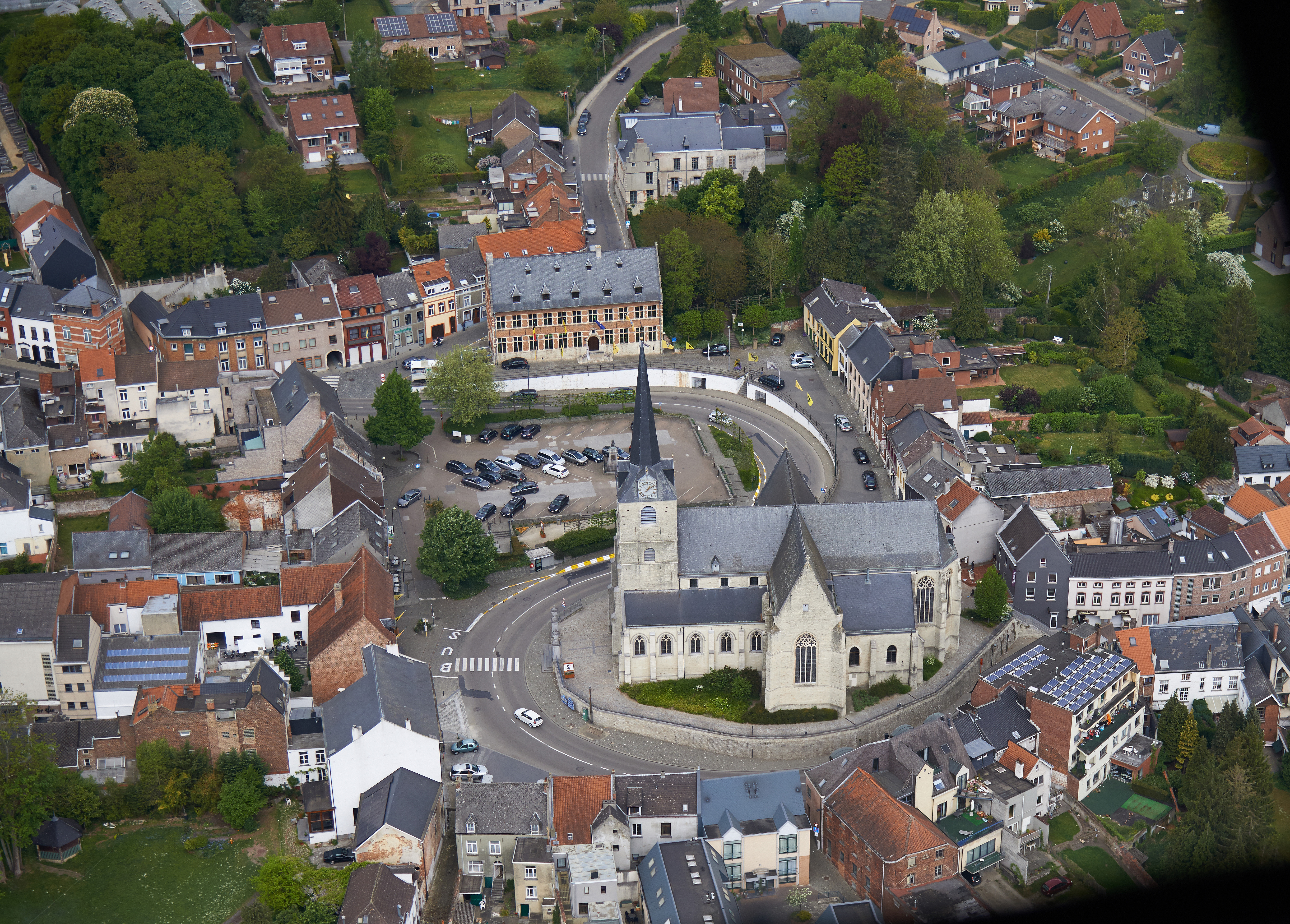
Overijse, lieu de naissance de Johan Bakayoko.

### Naissance, jeunesse et formation
Né à Overijse en Belgique de parents ivoiriens, Johan Bakayoko est notamment formé par le Club Bruges KV, le KV Malines et le RSC Anderlecht. En juillet 2019, il rejoint le PSV Eindhoven, où il poursuit sa formation.

### En club

#### PSV Eindhoven (2020-2025)
Bakayoko joue son premier match en professionnel avec l'équipe réserve du PSV, le Jong PSV, qui évolue en deuxième division néerlandaise. Il joue son premier match le 6 novembre 2020 contre le FC Den Bosch. Il entre en jeu en fin de match à la place de Kristófer Kristinsson (en) et son équipe s'impose par deux buts à un.
Il est élu meilleur talent de la saison 2021-2022 en deuxième division néerlandaise.
Le 6 août 2022, Bakayoko connait sa première titularisation avec l'équipe première du PSV Eindhoven, lors de la première journée de la saison 2022-2023 contre le FC Emmen. Il se fait remarquer ce jour-là en inscrivant également son premier but, en ouvrant le score sur un service de Xavi Simons. Il participe ainsi à la victoire des siens par quatre buts à un,.
Le 9 août 2022, il joue son premier match de Ligue des champions contre l'AS Monaco. Il est notamment dans la construction du but qui amène le troisième but de son équipe inscrit par Luuk de Jong, synonyme de victoire et de qualification pour son équipe (3-2 score final),.
Il ouvre son compteur de la saison le 8 octobre 2023 lors d'une rencontre de championnat face au Sparta Rotterdam. Son équipe s'impose facilement quatre buts à zéro.
Le 21 octobre 2023, le Belge est à nouveau décisif en distillant une passe décisive et en marquant un but en championnat face au Fortuna Sittard.
Quelques jours plus tard, le 24 octobre 2023, Bakayoko inscrit son premier but en Ligue des champions contre le RC Lens d'une frappe du pied gauche à l'extérieur du rectangle. Toutefois, ce but ne sera pas suffisant car les deux équipes se quittent sur le score de parité d’un but partout.
Cinq jours après son premier but en Ligue des champions, il délivre une nouvelle passe décisive en championnat face à l'Ajax Amsterdam. Son équipe s'impose cinq buts à deux.
Début novembre 2023, à la suite de ses bonnes performances, le Belge est élu « Talent du mois » d'octobre en Eredivisie. Ce prix récompense le meilleur jeune du mois dans le championnat néerlandais.
Le 8 novembre 2023, lors du match retour contre le RC Lens, il donne une autre passe décisive,. Cette dernière amenant le but victorieux de son équipe.
Lors de la saison 2023-2024 il remporte le Championnat des Pays-Bas, participant au 25e titre de l'histoire du club.
Il est sacré Champion des Pays-Bas une deuxième fois pour sa participation à la saison 2024-2025.

#### RB Leipzig (depuis 2025)
Le 16 juillet 2025, Johan Bakayoko s'engage pour cinq saisons au RB Leipzig, où il retrouve ses compatriotes Loïs Openda, Maarten Vandevoordt et Arthur Vermeeren.

### En sélections nationales

#### En équipes d'âge
Johan Bakayoko commence sa carrière internationale le 15 février 2018 avec les -15 ans contre l'Angleterre, le match sera gagné 2-0 par les Anglais. Il effectue cinq matchs avec les U15. Le 25 septembre 2018, il joue son premier match avec les -16 ans contre l'Ukraine se terminant par une victoire 2-0. Il inscrit son premier but face à l'Allemagne U16. Avec cette catégorie, il joue neuf matchs pour trois buts. Le 5 septembre 2019, il joue de nouveau face à l'Allemagne mais cette fois-ci avec les -17 ans, les Belges s'imposent 2-0. Il marque son seul et unique but deux jours plus tard contre l'Israël U17. Le 3 septembre 2021, il commence son premier match avec les -19 ans face au Portugal U19 notamment avec son coéquipier du RSC Anderlecht, Roméo Lavia, match remporté 2-0. En mai 2022, Johan Bakayoko est convoqué pour la première fois avec l'équipe de Belgique espoirs par le sélectionneur Jacky Mathijssen. Il joue son premier match lors de ce rassemblement, le 5 juin 2022 contre l'Écosse. Il est titularisé et les deux équipes se neutralisent (0-0).

#### Avec les Diables Rouges
S'il ne ferme toutefois pas la porte à un appel en sélection ivoirienne, le 21 mars 2023, il est convoqué pour la première fois par Domenico Tedesco en équipe première pour remplacer Jérémy Doku blessé. Hasard du destin, il partage son premier rassemblement avec Roméo Lavia, joueur avec lequel il découvrit au même moment les catégories de jeunes.
Il dispute son premier match en sélection belge le 24 mars 2023 contre la Suède lors des éliminatoires de l'Euro 2024 en offrant une passe décisive à Romelu Lukaku, actant ainsi de manière définitive sa nationalité sportive.
Le 22 juin 2023, contre l’Estonie, il joue pour la première fois pendant l’intégralité du match et honore sa première titularisation. Il finit son match avec son premier but en équipe nationale en toute fin de match, à la suite d'une passe décisive de Yannick Carrasco. 

##### Euro 2024
Le 28 mai 2024, il est retenu parmi les 25 joueurs belges convoqués pour participer à l'Euro 2024 et dispute ainsi son premier tournoi international majeur.

## Statistiques

### En club
| Saison                | Club                  | Championnat           | Championnat | Championnat | Championnat | Coupe(s) nationale(s) | Coupe(s) nationale(s) | Coupe(s) nationale(s) | Supercoupe | Supercoupe | Supercoupe | Compétition(s) continentale(s) | Compétition(s) continentale(s) | Compétition(s) continentale(s) | Compétition(s) continentale(s) | Total | Total | Total |
| Saison                | Club                  | Division              | M.          | B.          | P.d.        | M.                    | B.                    | P.d.                  | M.         | B.         | P.d.       | Comp.                          | M.                             | B.                             | P.d.                           | M.    | B.    | P.d.  |
| 2020-2021             | Jong PSV              | Eerste Divisie        | 19          | 1           | 3           | -                     | -                     | -                     | -          | -          | -          | -                              | -                              | -                              | -                              | 19    | 1     | 3     |
| 2021-2022             | Jong PSV              | Eerste Divisie        | 32          | 17          | 12          | -                     | -                     | -                     | -          | -          | -          | -                              | -                              | -                              | -                              | 32    | 17    | 12    |
| 2022-2023             | Jong PSV              | Eerste Divisie        | 6           | 2           | 1           | -                     | -                     | -                     | -          | -          | -          | -                              | -                              | -                              | -                              | 6     | 2     | 1     |
| 2024-2025             | Jong PSV              | Eerste Divisie        | 1           | 0           | 0           | -                     | -                     | -                     | -          | -          | -          | -                              | -                              | -                              | -                              | 1     | 0     | 0     |
| Sous-total            | Sous-total            | Sous-total            | 58          | 20          | 16          | -                     | -                     | -                     | -          | -          | -          | -                              | -                              | -                              | -                              | 58    | 20    | 16    |
| 2021-2022             | PSV Eindhoven         | Eredivisie            | 3           | 0           | 0           | 1                     | 0                     | 0                     | -          | -          | -          | C3+C4                          | 0+0                            | 0+0                            | 0+0                            | 4     | 0     | 0     |
| 2022-2023             | PSV Eindhoven         | Eredivisie            | 23          | 5           | 5           | 4                     | 1                     | 0                     | 1          | 0          | 0          | C1+C3                          | 1+4                            | 0+1                            | 0+0                            | 33    | 7     | 5     |
| 2023-2024             | PSV Eindhoven         | Eredivisie            | 33          | 12          | 9           | 2                     | 1                     | 0                     | 1          | 0          | 0          | C1                             | 12                             | 1                              | 5                              | 48    | 14    | 14    |
| 2024-2025             | PSV Eindhoven         | Eredivisie            | 30          | 9           | 1           | 3                     | 1                     | 0                     | 1          | 0          | 1          | C1                             | 12                             | 2                              | 1                              | 46    | 12    | 3     |
| Sous-total            | Sous-total            | Sous-total            | 89          | 26          | 15          | 10                    | 3                     | 0                     | 3          | 0          | 1          | -                              | 29                             | 4                              | 6                              | 131   | 33    | 22    |
| 2025-2026             | RB Leipzig            | Bundesliga            | -           | -           | -           | 1                     | 0                     | 0                     | -          | -          | -          | -                              | -                              | -                              | -                              | 1     | 0     | 0     |
| Total sur la carrière | Total sur la carrière | Total sur la carrière | 147         | 46          | 31          | 11                    | 3                     | 0                     | 3          | 0          | 1          | -                              | 29                             | 4                              | 6                              | 190   | 53    | 38    |

### En sélections nationales
| Saison                | Sélection             | Phases finales        | Phases finales | Phases finales | Phases finales | Éliminatoires CDM | Éliminatoires CDM | Éliminatoires CDM | Éliminatoires EURO | Éliminatoires EURO | Éliminatoires EURO | Ligue des Nations | Ligue des Nations | Ligue des Nations | Matchs amicaux | Matchs amicaux | Matchs amicaux | Total | Total | Total |
| Saison                | Sélection             | Compétition           | M              | B              | Pd             | M                 | B                 | Pd                | M                  | B                  | Pd                 | M                 | B                 | Pd                | M              | B              | Pd             | M     | B     | Pd    |
| --------------------- | --------------------- | --------------------- | -------------- | -------------- | -------------- | ----------------- | ----------------- | ----------------- | ------------------ | ------------------ | ------------------ | ----------------- | ----------------- | ----------------- | -------------- | -------------- | -------------- | ----- | ----- | ----- |
| 2022-2023             | Belgique              | -                     | -              | -              | -              | -                 | -                 | -                 | 3                  | 1                  | 1                  | -                 | -                 | -                 | 1              | 0              | 0              | 4     | 1     | 1     |
| 2023-2024             | Belgique              | Euro 2024             | 2              | 0              | 0              | -                 | -                 | -                 | 4                  | 0                  | 1                  | -                 | -                 | -                 | 4              | 0              | 0              | 10    | 0     | 1     |
| 2024-2025             | Belgique              | -                     | -              | -              | -              | -                 | -                 | -                 | -                  | -                  | -                  | 4                 | 0                 | 0                 | -              | -              | -              | 4     | 0     | 0     |
| Total sur la carrière | Total sur la carrière | Total sur la carrière | 2              | 0              | 0              | -                 | -                 | -                 | 7                  | 1                  | 2                  | 4                 | 0                 | 0                 | 5              | 0              | 0              | 18    | 1     | 2     |

### Matchs internationaux
| Matchs internationaux de Johan Bakayoko, | Matchs internationaux de Johan Bakayoko, | Matchs internationaux de Johan Bakayoko,          | Matchs internationaux de Johan Bakayoko, | Matchs internationaux de Johan Bakayoko, | Matchs internationaux de Johan Bakayoko, | Matchs internationaux de Johan Bakayoko, | Matchs internationaux de Johan Bakayoko,                                                                                |
| #                                        | Date                                     | Lieu                                              | Adversaire                               | Résultat                                 | Compétition                              | Club                                     | Notes |
| ---------------------------------------- | ---------------------------------------- | ------------------------------------------------- | ---------------------------------------- | ---------------------------------------- | ---------------------------------------- | ---------------------------------------- | --- |
| 1                                        | 24 mars 2023                             | Friends Arena, Solna, Suède                       | Suède                                    | V 3 - 0                                  | Éliminatoires de l'Euro 2024             | PSV Eindhoven                            | Entre en jeu à la place de Dodi Lukebakio à la 61e minute de jeu.                                                       |
| 2                                        | 28 mars 2023                             | RheinEnergieStadion, Cologne, Allemagne           | Allemagne                                | V 3 - 2                                  | Match amical                             | PSV Eindhoven                            | Entre en jeu à la place de Dodi Lukebakio à la 58e minute de jeu.                                                       |
| 3                                        | 17 juin 2023                             | Stade Roi Baudouin, Bruxelles, Belgique           | Autriche                                 | N 1 - 1                                  | Éliminatoires de l'Euro 2024             | PSV Eindhoven                            | Entre en jeu à la place de Dodi Lukebakio à la 69e minute de jeu.                                                       |
| 4                                        | 20 juin 2023                             | A. Le Coq Arena, Tallinn, Estonie                 | Estonie                                  | V 3 - 0                                  | Éliminatoires de l'Euro 2024             | PSV Eindhoven                            | Titulaire et buteur. |
| 5                                        | 9 septembre 2023                         | Dalga Arena, Bakou, Azerbaïdjan                   | Azerbaïdjan                              | V 1 - 0                                  | Éliminatoires de l'Euro 2024             | PSV Eindhoven                            | Titulaire, remplacé par Jérémy Doku à la 66e minute de jeu.                                                             |
| 6                                        | 13 octobre 2023                          | Stade Ernst-Happel, Vienne, Autriche              | Autriche                                 | V 3 - 2                                  | Éliminatoires de l'Euro 2024             | PSV Eindhoven                            | Entre en jeu à la place de Dodi Lukebakio à la 70e minute de jeu, remplacé par Arthur Vermeeren à la 87e minute de jeu. |
| 7                                        | 16 octobre 2023                          | Stade Roi Baudouin, Bruxelles, Belgique           | Suède                                    | N 1 - 1                                  | Éliminatoires de l'Euro 2024             | PSV Eindhoven                            | Titulaire. |
| 8                                        | 15 novembre 2023                         | Stade Den Dreef, Louvain, Belgique                | Serbie                                   | V 1 - 0                                  | Match amical                             | PSV Eindhoven                            | Titulaire, remplacé par Dodi Lukebakio à la 46e minute de jeu.                                                          |
| 9                                        | 19 novembre 2023                         | Stade Roi Baudouin, Bruxelles, Belgique           | Azerbaïdjan                              | V 5 - 0                                  | Éliminatoires de l'Euro 2024             | PSV Eindhoven                            | Titulaire, remplacé par Yannick Carrasco à la 59e minute de jeu.                                                        |
| 10                                       | 23 mars 2024                             | Aviva Stadium, Dublin, Irlande                    | République d'Irlande                     | N 0 - 0                                  | Match amical                             | PSV Eindhoven                            | Titulaire, remplacé par Dodi Lukebakio à la 64e minute de jeu.                                                          |
| 11                                       | 5 juin 2024                              | Stade Roi Baudouin, Bruxelles, Belgique           | Monténégro                               | V 2 - 0                                  | Match amical                             | PSV Eindhoven                            | Titulaire, remplacé par Orel Mangala à la 46e minute de jeu.                                                            |
| 12                                       | 8 juin 2024                              | Stade Roi Baudouin, Bruxelles, Belgique           | Luxembourg                               | V 3 - 0                                  | Match amical                             | PSV Eindhoven                            | Entre en jeu à la place de Timothy Castagne à la 64e minute de jeu.                                                     |
| 13                                       | 17 juin 2024                             | Frankfurt Arena, Francfort, Allemagne             | Slovaquie                                | D 0 - 1                                  | Euro 2024                                | PSV Eindhoven                            | Entre en jeu à la place de Orel Mangala à la 58e minute de jeu.                                                         |
| 14                                       | 26 juin 2024                             | Stuttgart Arena, Stuttgart, Allemagne             | Ukraine                                  | N 0 - 0                                  | Euro 2024                                | PSV Eindhoven                            | Entre en jeu à la place de Jérémy Doku à la 77e minute de jeu.                                                          |
| 15                                       | 6 septembre 2024                         | Nagyerdei Stadion, Debrecen, Hongrie              | Israël                                   | V 3 - 1                                  | Ligue des nations 2024-2025              | PSV Eindhoven                            | Entre en jeu à la place de Dodi Lukebakio à la 81e minute de jeu.                                                       |
| 16                                       | 9 septembre 2024                         | Parc Olympique lyonnais, Décines-Charpieu, France | France                                   | D 0 - 2                                  | Ligue des nations 2024-2025              | PSV Eindhoven                            | Entre en jeu à la place de Dodi Lukebakio à la 60e minute de jeu.                                                       |
| 17                                       | 14 novembre 2024                         | Stade Roi Baudouin, Bruxelles, Belgique           | Italie                                   | D 0 - 1                                  | Ligue des nations 2024-2025              | PSV Eindhoven                            | Entre en jeu à la place de Timothy Castagne à la 87e minute de jeu.                                                     |
| 18                                       | 17 novembre 2024                         | Bozsik Aréna (en), Budapest, Hongrie              | Israël                                   | D 0 - 1                                  | Ligue des nations 2024-2025              | PSV Eindhoven                            | Entre en jeu à la place de Leandro Trossard à la 37e minute de jeu.                                                     |

### Buts internationaux
| Buts internationaux de Johan Bakayoko, | Buts internationaux de Johan Bakayoko, | Buts internationaux de Johan Bakayoko, | Buts internationaux de Johan Bakayoko, | Buts internationaux de Johan Bakayoko, | Buts internationaux de Johan Bakayoko, | Buts internationaux de Johan Bakayoko, | Buts internationaux de Johan Bakayoko, | Buts internationaux de Johan Bakayoko, | Buts internationaux de Johan Bakayoko, |
| #                                      | Date                                   | Lieu                                   | Adversaire                             | Résultat                               | Compétition                            | Détail                                 | Détail                                 | Détail                                 | Cape                                   |
| -------------------------------------- | -------------------------------------- | -------------------------------------- | -------------------------------------- | -------------------------------------- | -------------------------------------- | -------------------------------------- | -------------------------------------- | -------------------------------------- | -------------------------------------- |
| 1                                      | 20 juin 2023                           | A. Le Coq Arena, Tallinn, Estonie      | Estonie                                | V 3 - 0                                | Éliminatoires de l'Euro 2024           | 90e                                    | du pied gauche                         | 0-3                                    | 4e                                     |

## Palmarès

### En club
|  |  | PSV Eindhoven - Championnat des Pays-Bas (2) : - Champion : 2024 et 2025. - Vice-champion : 2022 et 2023. - Coupe des Pays-Bas (1) : - Vainqueur : 2023. - Supercoupe des Pays-Bas (2) : - Vainqueur : 2022 et 2023. - Finaliste : 2024. |

### Distinctions personnelles
- Meilleur jeune joueur du Championnat des Pays-Bas de deuxième division en 2022.
- Talent de l'année du Championnat des Pays-Bas en 2024[30].